# Róbert Rák
Róbert Rák (*15. ledna 1978, Rimavská Sobota) je bývalý slovenský fotbalový útočník.
Róbert Rák a jeho rodina pochází z maďarské menšiny na Slovensku. Jeho sestra Viktória Ráková je herečkou.

## Klubová kariéra
Róbert Rák hrál za Rimavskou Sobotu, Duklu Banská Bystrica, Diósgyőri VTK, MFK Ružomberok, FC Nitra, FK Dinamo Minsk, Zemplín Michalovce a další kluby. Stal se nejlepším střelcem slovenské ligy v sezónách 2005/06 a 2009/10. V sezóně 2005/06 se o prvenství dělil s Erikem Jendriškem z Ružomberku, oba vstřelili po 21 gólech. V sezóně 2009/10 vsítil Rák celkem 18 gólů.
Na začátku roku 2013 přestoupil do rakouského celku SV Leobendorf z jiného rakouského mužstva ATSV Ober-Grafendorf.

## Kauza ovlivňování výsledků
V září 2013 jeho jméno figurovalo v rozsáhlé kauze zmanipulovaných zápasů ve prospěch asijských sázkařských gangů. Měl fungovat jako spoluorganizátor, oslovovat a uplácet vytipované fotbalisty, kterým měl nabízet úplatek v rozpětí od 2 000 do 60 000 eur za zmanipulovaný zápas. Společně s ním byli v této kauze obviněni i Ivan Žiga a Marián Dirnbach plus čtyři fotbalisté z klubu DAC 1904 Dunajská Streda. V listopadu 2013 vyšlo najevo, že měl společně s Ivanem Hodúrem ovlivňovat výsledky během svého dřívějšího angažmá v FC Nitra. Jednalo se dokonce o přípravná utkání v roce 2011. V centru zájmu byly zápasy proti MTK Budapešť, kde měl soupeř zvítězit minimálně o 2 branky a přitom vstřelit nejméně 4 (výsledek byl 6:3 pro MTK); a proti Bohemians 1905, kde měly padnout minimálně tři góly (výsledek zněl 2:1 pro Bohemians). V květnu 2014 mu disciplinární komise Slovenského fotbalového svazu uložila trest zákazu činnosti (působení ve fotbale) na 15 let.

V září 2015 mu specializovaný trestní soud v Banské Bystrici udělil tříletý trest odnětí svobody s podmínečným odkladem výkonu na 4 roky.